# Chris Penn
Christopher Shannon (Chris) Penn (Los Angeles, 10 oktober 1965 – Santa Monica, 24 januari 2006) was een Amerikaans acteur. Hij was de jongste zoon van regisseur Leo Penn en actrice Eileen Ryan, en de broer van acteur Sean Penn en singer-songwriter Michael Penn.
In 1983 maakte Chris Penn zijn filmdebuut in Rumble fish van regisseur Francis Ford Coppola. Hierna had hij grote rollen in onder andere Footloose en Reservoir Dogs. Met zijn broer Sean en moeder Eileen was hij in 1986 te zien in de film At Close Range. Daarnaast speelde hij mee in ruim zestig films waaronder Corky Romano en Mulholland Falls.
In het computerspel GTA San Andreas is Chris Penn de stemacteur van Eddie Pulaski. Zoals bij veel personages in GTA is er een grote gelijkenis tussen de voice actor en het personage.
Chris Penn overleed op 24 januari 2006 op 40-jarige leeftijd in een appartement aan het strand in Santa Monica. Volgens de lijkschouwer is hij gestorven aan het gebruik van verschillende medicijnen zoals promethazine en codeïne in combinatie met een vergroot hart.

## Filmografie
- Aftermath (2007) - Tony Bricker
- Holly (2006) - Freddie
- The Darwin Awards (2006) - Tom
- King of Sorrow (2006) - Detective Enola
- Juarez: Stages of Fear (dvd, 2005) - Rol onbekend
- Everwood Televisieserie - Frank Sullivan (Afl., Fate Accomplis, 2005)
- Law & Order: Criminal Intent Televisieserie - Tommy Onerato (Afl., Death Roe, 2005)
- After the Sunset (2004) - Rowdy Fan
- Grand Theft Auto: San Andreas (Computerspel, 2004) - Officer Eddie Pulaski (Stem)
- Starsky & Hutch (2004) - Manetti
- Will & Grace Televisieserie - Rudy (Afl., Fanilow, 2003)
- Shelter Island (2003) - Sheriff Deluca
- The Brotherhood of Poland, New Hampshire Televisieserie - Waylon Shaw (Afl., Secrets and Lies, 2003)
- CSI: Miami Televisieserie - Pete Wilton (Afl., Grave Young Men, 2003)
- Masked and Anonymous (2003) - Crew Guy #2
- Stealing Harvard (2002) - David Loach
- Redemption (dvd, 2002) - Tony Leggio
- Murder by Numbers (2002) - Ray Feathers
- AFP: American Fighter Pilot Televisieserie - Verteller (2002)
- Corky Romano (2001) - Peter Romano
- Kiss Kiss (Bang Bang) (2000) - Bubba
- The Florentine (1999) - Bobby
- Cement (1999) - Bill Holt
- One Tough Cop (1998) - Duke Finnerly
- Rush Hour (1998) - Clive Cod
- Flagpole Special (Video, 1998) - Rol onbekend
- Family Attraction (1998) - Vader
- Deceiver (1997) - Rechercheur Phillip Braxton
- The Boys Club (1997) - Luke Cooper
- Papertrail (1997) - FBI Agent Jason Enola
- The Funeral (1996) - Chez Tempio
- Dead Man's Walk (Mini-serie, 1996) - Charles Goodnight
- Mulholland Falls (1996) - Arthur Relyea
- Cannes Man (1996) - Cameo
- Under the Hula Moon (1995) - Turk Dickson
- To Wong Foo Thanks for Everything, Julie Newmar (1995) - Sheriff Dollard
- Fist of the North Star (1995) - Jackal
- Chicago Hope Televisieserie - Kevin Fitzpatrick (Afl., Life Support, 1995)
- Sacred Cargo (1995) - Vince Kanevsky
- Imaginary Crimes (1994) - Jarvis
- Beethoven's 2nd (1993) - Floyd
- Josh and S.A.M. (1993) - Derek Baxter
- True Romance (1993) - Nicky Dimes
- Short Cuts (1993) - Jerry Kaiser
- Seinfeld Televisieserie - Stage Hand (Afl., The Pilot, 1993)
- The Pickle (1993) - Gregory Stone
- The Music of Chance (1993) - Floyd
- Best of the Best 2 (1993) - Travis Brickley
- Leather Jackets (1992) - Big Steve
- Reservoir Dogs (1992) - Nice Guy Eddie Cabot
- Future Kick (1991) - Bang
- Mobsters (1991) - Tommy Reina
- The Young Riders Televisieserie - Brad (Afl., Matched Pair, 1990)
- Best of the Best (1989) - Travis Brickley
- Return from the River Kwai (1989) - Lt. Crawford
- Made in USA (1987) - Tuck
- Faerie Tale Theatre Televisieserie - Will Tussenbrook (Afl., Rip Van Winkle, 1987)
- At Close Range (1986) - Tommy Whitewood
- North Beach and Rawhide (Televisiefilm, 1985) - Dan Donnelly
- Pale Rider (1985) - Josh LaHood
- The Wild Life (1984) - Tom Drake
- Footloose (1984) - Willard Hewitt
- All the Right Moves (1983) - Brian
- Rumble Fish (1983) - B.J. Jackson
- Magnum, P.I. Televisieserie - Gewonde soldaat, in Vietnam (Afl., Heal Thyself, 1982)
- Charlie and the Talking Buzzard (1979) - Pete

- Biblioteca Nacional de España: XX1287724
- Bibliothèque nationale de France: cb140409617 (data)
- Gemeinsame Normdatei: 129579734
- International Standard Name Identifier: 0000 0001 1450 999X
- Library of Congress Control Number: n94072918
- MusicBrainz: d7c3492f-9d3a-463d-b057-cbfb05511b6d
- Nationale Bibliotheek van Tsjechië: mub2014831298
- Nationale Bibliotheek van Israël: 987007332467205171
- Nationale Bibliotheek van Polen: a0000001728056
- Nederlandse Thesaurus van Auteursnamen: 164349057
- SNAC: w6km8222
- Système universitaire de documentation: 061128732
- Virtual International Authority File: 87050255
- WorldCat: E39PBJhhqTKPfj3gMxGHHD8grq